# Игра всерьёз
«Игра всерьёз» — художественный фильм 1992 года по повести Сергея Устинова «Кто не спрятался».

## Аннотация
Оперуполномоченный уголовного розыска капитан Станислав Северин, уволенный из милиции за превышение служебных полномочий, по просьбе своего начальника вновь возвращается к службе в качестве участкового.
После того, как в присутствии Станислава работники домоуправления вскрыли жилую квартиру, в которой был обнаружен труп и следы ограбления, капитан невольно втягивается в расследование этого преступления. Убитый жилец вскрытой квартиры, Викентий Черкизов, хранил у себя дома очень крупную сумму денег (4 850 000 рублей), предположительно — «воровской общак».
Брат покойного, уголовный авторитет Арсений Черкизов, предлагает Северину помощь в поиске убийц…

## В ролях
- Олег Фомин — капитан милиции Станислав Севери́н, участковый уполномоченный, бывший опер
- Александр Потапов — подполковник милиции Валентин Сергеевич Валиулин, начальник отдела МУР
- Армен Джигарханян — уголовник Арсений Фёдорович Черкизов / Викентий Федорович Черкизов, брат-близнец
- Александр Мартынов — Лерик
- Сергей Никоненко — старший лейтенант милиции Саня Дыскин
- Ольга Толстецкая — Марина
- Анатолий Мамбетов (в титрах Анатолий Майбетов) — «Глобус»
- Владимир Ямненко[укр.] — Виктор Байдаков
- Нина Антонова — Степанида, следователь прокуратуры
- Эрнст Романов — отец Марины
- Вилорий Пащенко — майор милиции Мнишин
- Борис Романов — Парапетов
- Дзинтарс Бруверис — Бурыгин
- Асвад Хасанов — Хасамов
- Георгий Морозюк — Трофимыч
- Андрей Крылов — Панькин
- Ксения Рябинкина — Лялька, жена Лерика
- Олег Масленников — Невмянов, следователь прокуратуры
- Марина Могилевская — Скачкова
- Валерий Неведров — Голубко, подполковник милиции
- Екатерина Крупенникова

## Съёмочная группа
- Автор сценария: Сергей Устинов
- Режиссёр: Анатолий Иванов
- Операторы: Василий Бородин, Михаил Кретов
- Художник-постановщик: Оксана Тимонишина
- Композитор: Игорь Стецюк

Съёмки фильма проводились в Москве и Киеве, хотя по сюжету все события происходят в Москве. Так, в начале фильма сцены в квартире и возле жилого дома снимались в Киеве по улице Суворова, дом № 11.

Надпись на милицейском УАЗике на украинском языке: «МІЛІЦІЯ». Номера автомобилей по этой же причине то московские «МО», то киевские «КИ».

Экранизация получилась менее остросюжетной, чем книга, из неё было исключено несколько убийств. Также в фильм не вошла финальная реплика в аэропорту Марины и Северина, объясняющая то, что за её выкуп он отдал бандитам не настоящие банковские чеки, а копии.